# Bauhinia ampla
Bauhinia ampla là một loài thực vật có hoa trong họ Đậu. Loài này được Span. miêu tả khoa học đầu tiên.